# Hellem Abreu
Hellem Kássia Ribeiro Abreu (Colméia, 19 de março de 1987) é uma voleibolista indoor brasileira atuante na posição de Ponta, com marca de alcance no ataque de 305 cm e 300 cm no bloqueio, e representando a Seleção Brasileira Universitária conquistou a medalha de ouro na edição dos Jogos Universitários Sul-Americanos de 2006 realizados no Brasil. Também atuou no vôlei de praia e disputou duas edições da Challenge Cup.

## Carreira
Após migrar de cidade com apenas 5 anos de idade, a trajetória de Hellem no voleibol iniciou na cidade de Palmas, época que tinha seus treze anos de idade, sendo descoberta pelo treinador Zico Rodrigues e passou a representar Colégio Positivo de Palmas e obtendo títulos em competições estudantis e também estaduais, ingressando nas categorias infanto, infantojuvenil e juvenil da Seleção Tocantinense, conquistando nesta última categoria o título da edição do Campeonato Brasileiro de Seleções, segunda divisão, realizada em São Luís.
Ao competir nos jogos escolares foi observada pelo técnico Antônio Rizola Neto que a indicou ao treinador da época da equipe do São José dos Campos/Vale Sul Shopping a partir começa sua carreira profissional em 2004, disputou a divisão especial do Campeonato Paulista de 2007 e de 2008.
Em 2007 competiu pelo FADENP/Vale Sul Shopping/São José na edição da Liga Nacional e conquistou o terceiro lugar nesta edição e no ano seguinte representou o Maringá Vôlei e conquistou o título da 51a edição dos Jogos Abertos do Paraná (JAP’s) e teve uma passagem pelo Pitágoras/Praia Clube/Futel conquistando o título da Liga Nacional de Voleibol de 2008.
Representando a equipe da Universidade Paulista, que representou o país na edição dos Jogos Sul-Americanos Universitários de 2006 , sediados em Curitiba, instituição na qual se formou em Farmacêutica e Bioquímica, concluindo em 2009.
Em 2009 representou o Barra Mansa Vôlei Clube na XVIII edição dos Jogos Abertos Brasileiros (Jab’s) sediada em Maringá alcançando o quarto lugar; também atuou pelo Mogi das Cruzes e Arujá.
Pela primeira vez passa atuar fora do país, representando o Clube Deportivo Ribeirense de Portugal e alcançou o vice-campeonato da Liga A1 Portuguesa 2009-10 e por este clube disputou a edição da Challenge Cup 2009-10 (GM Capital Challenge Cup), quando houve a eliminação na fase do Playoff dos 16 times, época que vestia a camisa#15.
Renovou com Clube Deportivo Ribeirense para temporada seguinte e conquistou o título da Taça de Portugal de 2010-11 e a correspondente edição da Liga A1 Portuguesa.
Na sequência transferiu-se para o voleibol francês e defendeu o clube SES Calais na jornada 2011-12 e vestindo a camisa#9 na referente Liga A Francesa conquistou a quarta colocação.
No período esportivo 2012-13 foi contratada pelo Terville FOC e disputou a Divisão de Elite (2ª Divisão) da Liga Francesa e conquistou o título da edição, contribuindo a promoção do clube a Liga A Francesa e obteve também o título da primeira edição da Copa da França (Amador), sendo a melhor jogadora da final.

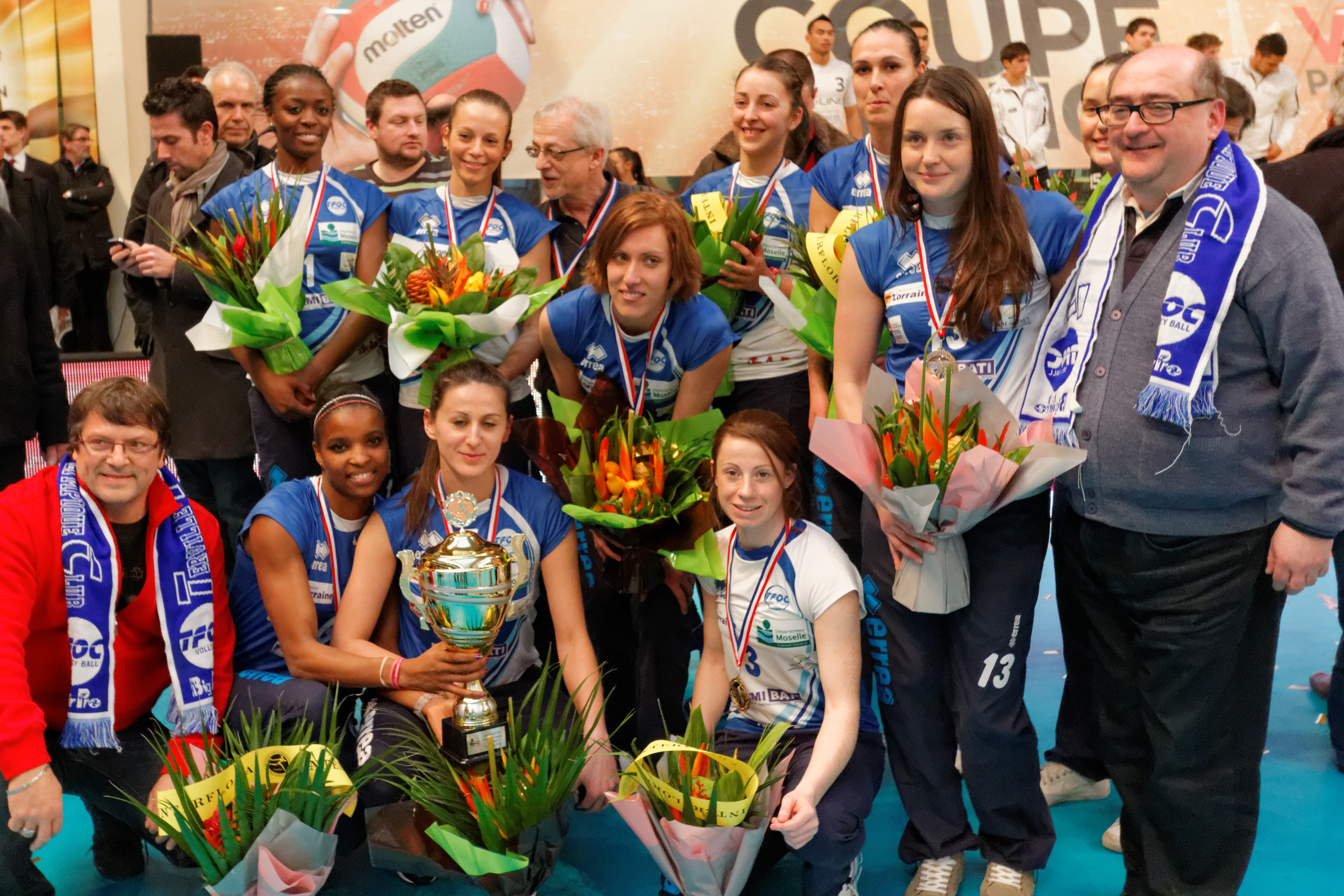
Da esquerda para direita a segunda jogadora (em pé): Hellem comemorando o título da Copa da França (amador), em 2013.

Continuou no voleibol francês e desta vez foi atleta do Vannes Volley-Ball na temporada 2013-14, época que tinha relacionamento com Diogo e com ele passou a morar na cidade sede do clube, além de rapidamente conquistar os fãs na quadra por sua elegância, eficiência e técnica, e disputou a Elite (2ª Divisão) da Liga Francesa conquistando o título e a promoção a Liga A Francesa, sagrando-se vice-campeã da Copa da França (Amador) de 2014.
Em 2014 assinou com Stod Volley disputando o Torneio da Ilhas e enfrentando seu clube anterior conquistando o título da Liga Norueguesa (Mizuno Liga) 2014-15.
Na temporada 2015-16 atuou pelo Amiens LMVB disputou a Liga Francesa Divisão de Elite (2ª Divisão) e terminou na terceira colocação.
Ainda na temporada 2015-16 foi contratada pelo Vôlei Bauru/Concilig para disputar a Superliga Brasileira B de 2015 e conquistou o título e a promoção a Superliga Brasileira A, após a conquista retornou para o clube francês anteriormente citado.
Na temporada de 2016 representou a Guararema na edição dos Jogos Regionais de 2016 e conquistou o título da edição. Disputou a Superliga Brasileira B 2017 pela São José dos Pinhais.
Em 2017 competiu na modalidade de vôlei de praia disputando vaga na fase de grupos do Challenger de Palmas ao lado de sua parceira Nayara Cassimiri.
Na jornada esportiva de 2017-18 foi contratada pelo Ibsa CV Las Palmas e por este competiu na edição da Challenge Cup de 2018 na qual avançaram até as oitavas de final. Uma doença degenerativa na cartilagem do joelho, condromalácia grau 4, fez com que interrompesse sua carreira, em 2019 recorreu a uma rifa para custear seu tratamento.

## Títulos e resultados
- Superliga Brasileira - Série B:2015[28]
- Campeonato Português:2010-11[12]
- Campeonato Português:2009-10[3]
- Campeonato Francês (2ª divisão):2012-13[17]
- Campeonato Francês (2ª divisão):2013-14[3]
- Campeonato Francês (2ª divisão):2015-16[27]
- Campeonato Francês:2011-12[15]
- Campeonato Norueguês:2014-15
- Copa da França (amador):2013[18]
- Copa da França (amador):2014[24]
- Taça de Portugal:2010-11[12]
- Liga Nacional de Voleibol Feminino:2008[3]
- Liga Nacional de Voleibol Feminino:2007[6]
- Jogos Abertos Brasileiros:2009[3]
- Jogos Regionais de São Paulo:2016[1]
- Jogos Abertos do Paraná:2008[7]
- Campeonato Brasileiro de Seleções Juvenil (2ª Divisão):2003[2]

## Premiações individuais
- MVP da Final da Copa da França Amador de 2013[19]